# Bandera de Dakota del Nord
El disseny de la bandera de Dakota del Nord és una còpia gairebé exacta de la bandera usada per la unitat els contingents de la qual van ser aportats per l'estat en la Guerra filipino-estatunidenca. Va ser aprovada per l'Assemblea Legislativa de Dakota del Nord el 3 de març de 1911, encara que el color no es va precisar en aquell moment. En la legislació el 1943 la bandera oficial es va posar d'acord amb la bandera original, que es troba en exhibició en el Centre del Patrimoni de Dakota del Nord a Bismarck.
La bandera de Dakota del Nord ha de consistir en un camp blau amb una vora de serrells grocs de 6,35 centímetres d'ample. Al centre de la bandera apareix una àguila al natural amb les ales desplegades i el bec obert. El peu esquerre de l'àguila porta un feix de fletxes i el dret, una branca d'olivera que mostra tres olives. Sobre el pit de l'àguila mostra un escut amb la part superior blava a la inferior també, set ratlles vermelles i sis blanques col·locades alternativament. A través del bec obert de l'àguila ha de passar un pergamí vermell amb la menció llatina E Pluribus Unum (de molts un) i sota ella un altre amb el nom de l'estat North Dakota. Sobre el pergamí del bec apareixen tretze estrelles de cinc puntes, rematades per un sol naixent.

Estendard del governador de Dakota del Nord

La bandera oficial té les proporcions de 33:26, significativament menor que altres banderes, però en la pràctica, la bandera és produïda i venuda en les proporcions de 5:3.
El 2001, l'Associació Vexil·lològica Nord-americana va enquestar entre els seus membres sobre el disseny de 72 banderes dels EUA i el Canadà. Aquesta enquesta va posicionar la bandera de Dakota del Nord en el número 56 de les 72 participants.